# Боркен (район)
Боркен (нем. Borken) — район в Германии. Центр района — город Боркен. Район входит в землю Северный Рейн-Вестфалия. Подчинён административному округу Мюнстер. Занимает площадь 1419 км². Население — 369,6 тыс. чел. (2010). Плотность населения — 260 человек/км².
Официальный код района — 05 5 54.
Район подразделяется на 17 общин.

## Города и общины
1. Бохольт (73 225)
2. Гронау (46 510)
3. Боркен (41 229)
4. Ахаус (38 901)
5. Фреден (22 658)
6. Штадтлон (20 680)
7. Реде (19 373)
8. Гешер (17 164)
9. Рекен (14 039)
10. Фелен (12 975)
11. Иссельбург (11 250)
12. Расфельд (11 015)
13. Зюдлон (9022)
14. Хеек (8369)
15. Шёппинген (8361)
16. Хайден (8078)
17. Легден (6761)

(30 июня 2010)